# Кокдала-улкен
Кокдала́-улке́н (каз. Көкдала-үлкен) — село у складі Сарисуського району Жамбильської області Казахстану. Входить до складу Досбольського сільського округу.
У радянські часи село називалось Ферма № 2 совхоза Жаїлминський.
Населення — 83 особи (2021; 68 у 2009, 130 у 1999, 581 у 1989).